# Ambonembia adspersa
Ambonembia adspersa is een insectensoort uit de familie Archembiidae, die tot de orde webspinners (Embioptera) behoort. De soort komt voor in Bolivia.
Ambonembia adspersa is voor het eerst wetenschappelijk beschreven door Enderlein in 1909.